# Richard W. Townshend

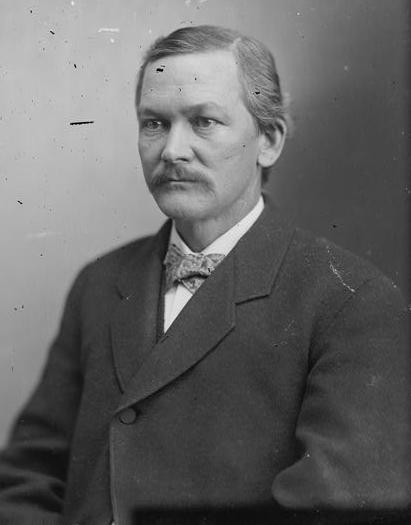
Richard W. Townshend

Richard Wellington Townshend (* 30. April 1840 bei Upper Marlboro, Prince George’s County, Maryland; † 9. März 1889 in Washington, D.C.) war ein US-amerikanischer Politiker. Zwischen 1877 und 1889 vertrat er den Bundesstaat Illinois im US-Repräsentantenhaus.

## Werdegang
1846 kam Richard Townshend nach Washington, wo er die öffentlichen Schulen besuchte. Dort war er zeitweise als Page im US-Repräsentantenhaus tätig. Im Jahr 1858 zog er nach Cairo in Illinois. In der Folge unterrichtete er als Lehrer im Fayette County. Nach einem Jurastudium und seiner 1862 erfolgten Zulassung als Rechtsanwalt begann er in McLeansboro in diesem Beruf zu arbeiten. Zwischen 1863 und 1868 war er auch bei der Verwaltung am Bezirksgericht im Hamilton County angestellt. Von 1868 bis 1872 war er Staatsanwalt im zwölften Gerichtsbezirk seines Staates. Gleichzeitig schlug er als Mitglied der Demokratischen Partei eine politische Laufbahn ein. Zwischen 1864 und 1875 gehörte er mehrfach dem Staatsvorstand seiner Partei an. Im Juli 1872 war er Delegierter zur Democratic National Convention in Baltimore. Seit 1873 lebte er in Shawneetown, wo er als Anwalt praktizierte.
Bei den Kongresswahlen des Jahres 1876 wurde Townshend im 19. Wahlbezirk von Illinois in das US-Repräsentantenhaus in Washington gewählt, wo er am 4. März 1877 die Nachfolge von William B. Anderson antrat. Nach sechs Wiederwahlen konnte er dieses Mandat bis zu seinem Tod am 9. März 1889 ausüben. Von 1879 bis 1881 war er Vorsitzender des Ausschusses zur Kontrolle der Ausgaben des Marineministeriums. Seit 1887 leitete er den Militärausschuss.